# Roca Nuova
Roca Nuova (Roca Noa in dialetto leccese), è un villaggio medioevale disabitato. Sito importante per il buon livello di conservazione, è stato recentemente ristrutturato. Da notare la torre cinquecentesca e la chiesetta ex parrocchiale di san Vito.

## Architettura
Si vede quivi un porticello comodo pe'vascelli, che vi capitano dall'Oriente, per i traffichi e comodità delle acque eccellentissime che vi erano di un fonte sulla rivo del porto, il quale per ordine della maestà cattolica di Filippo II re di Spagna fu assieme colla terra l'anno 1544 soffogato e distrutto da Ferrante Loffredo, Governatore a quel tempo della provincia. La quale terra, perché si dubitava che non fosse presa dal Turco, come quella che stava alla frontiera della Vallona, fu trasferita miglia quattro infra terra, dove oggi si vede, e si conservano i suoi cittadini, chiamandosi Roca Nuova. I cittadini di Roca Vecchia costruiscono più all'interno, a circa 4 km dalla madrepatria, Roca Nuova, aiutati economicamente dal re di Napoli e dal vescovo di Lecce, Antonio II Ricci. Questi per incentivare la ricostruzione di Roca e incoraggiare il rientro dei rocani superstiti, dispersi ovunque, pensano di donare una casa a titolo gratuito, a tutti quei cittadini che ne avessero fatto richiesta. Ma la pregevole offerta del re di Napoli e del Vescovo venne rifiutata dai rocani. Col passare del tempo però, i rocani si rendono conto di non poter continuare a vivere con le loro famiglie in modo selvaggio, all'interno delle preistoriche grotte esistenti presso le cale marine o all'interno degli ipogei, grotte o laure lasciate dai monaci bizantini. A un certo punto, probabilmente intorno alla seconda metà del XVI secolo, decidono di ritrovarsi e stabilirsi in questa seconda patria che essi stessi denominano: Roca Nuova. La Nuova Roca viene costruita lungo un asse viario che va da Lecce ad Acaya, a Vanze, Acquarica, Melendugno, Roca Vecchia, Borgagne e Ruggiano (grancia-ipogeo di Santa Marina, fino ad Otranto. Questa strada nel XVI secolo, intersecando la Via Traiana, attraverso carrere e tratturi portava da Lecce ad Otranto passando per i casali sopra riportati. L'abitato del casale di Roca Nuova doveva essere composto da 4 plessi abitativi, con al centro del villaggio una grande piazza per il mercato (visibile ancora oggi) abbellita dal Castello Baronale, dalla sua Chiesa Matrice e da due pozzi, mentre un terzo era posto nella piazza d'armi. Tutti e tra i pozzi dovevano avere i relativi boccali di pietra leccese artisticamente lavorati. Su una mappa cinquecentesca di Roca Nuova risulta che il castello comunica con la parrocchiale di San Vito attraverso un ponte, per cui i baroni locali potevano, attraverso un passaggio incapsulato all'interno dello stesso ponte, accedere dal castello alla chiesa o viceversa. Attualmente non risulta nessun segno architettonico che possa far rivelare o far pensare che vi fosse un tale collegamento.
Nella prima metà del XVI iniziano i lavori di costruzione del casale di Roca Nuova. È ipotizzabile che vengano ultimati verso la fine dello stesso secolo, epoca in cui lungo la costa marina di Roca Vecchia fervono i lavori per la costruzione di ben 6 torri di guardia. La progettazione del piccolo centro è attribuita o a Gian Giacomo dell'Acaya o a Giovan Tommaso Scala. Per ciò che riguarda la chiesa, appare sull'architrave l'indicazione dell'anno 1589. È anche possibile pensare che qualche maestranza che nel frattempo stava costruendo le varie torri di guardia sia stata chiamata ad attendere alla costruzione del nuovo casale.
È certo però che sia le torri di guardia sia il castello sia molte abitazione di Roca Nuova hanno le mura bastionate e scarpate, secondo la tecnica militare rinascimentale salentina.
Gli abitanti di Roca Nuova abitavano, come si può vedere visitando le case rimaste in piedi e restaurate, in monolocali o al massimo in abitazioni dotate di due stanze. Ogni stanza era munita di camino, in alto vi era un tavolato(soppalco) dove dormivano i più piccoli della famiglia. In ogni casa vi erano una o due fosse dove la famiglia deponeva gli alimenti di mantenimento, e un'altra fossa-water adibita ai servizi igienici che spesso produceva un fetore nauseabondo e addirittura, il colera morbus, malattia perniciosa che in quel periodo causava moltissimi morti.

## Galleria d'immagini

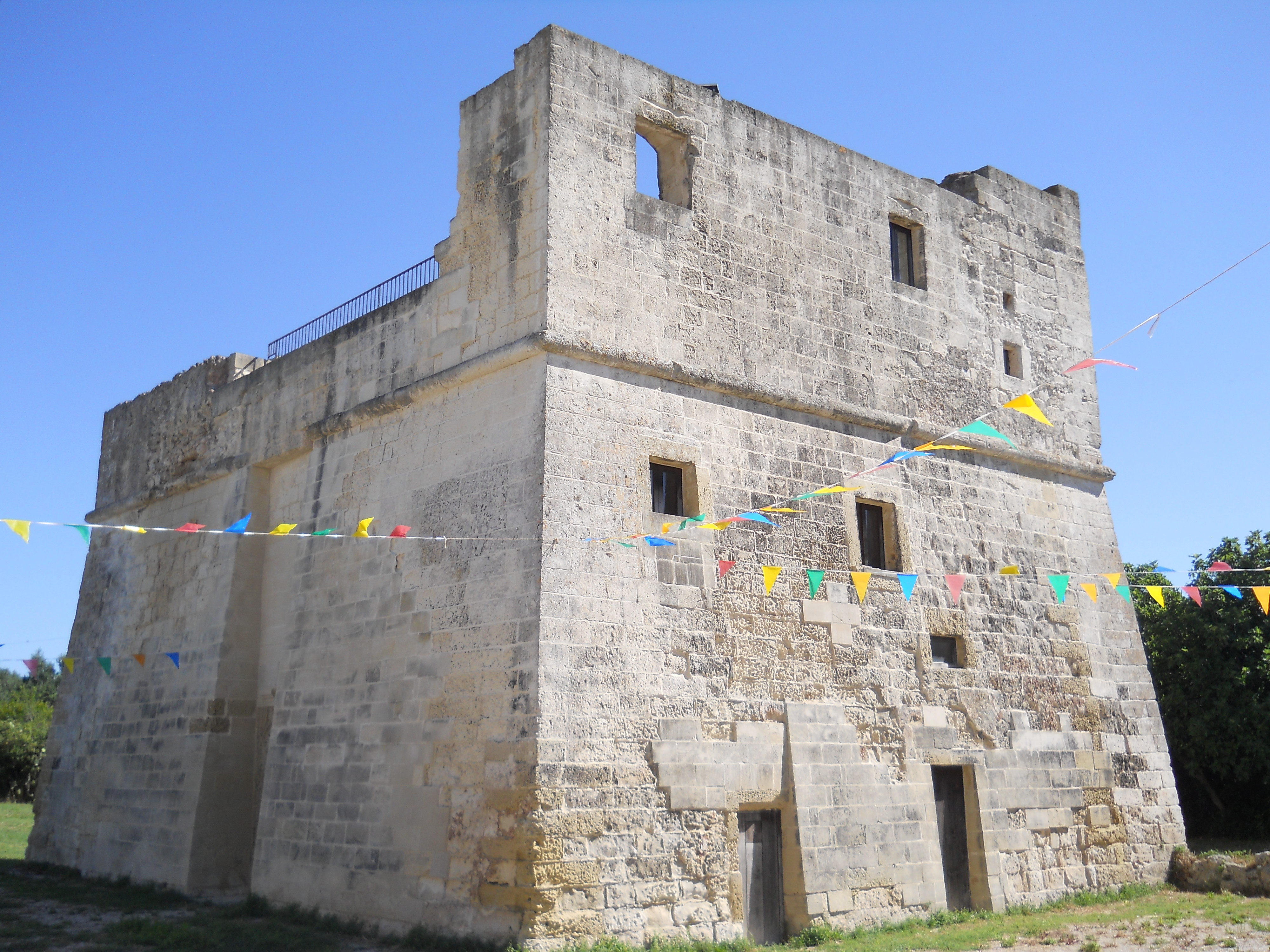
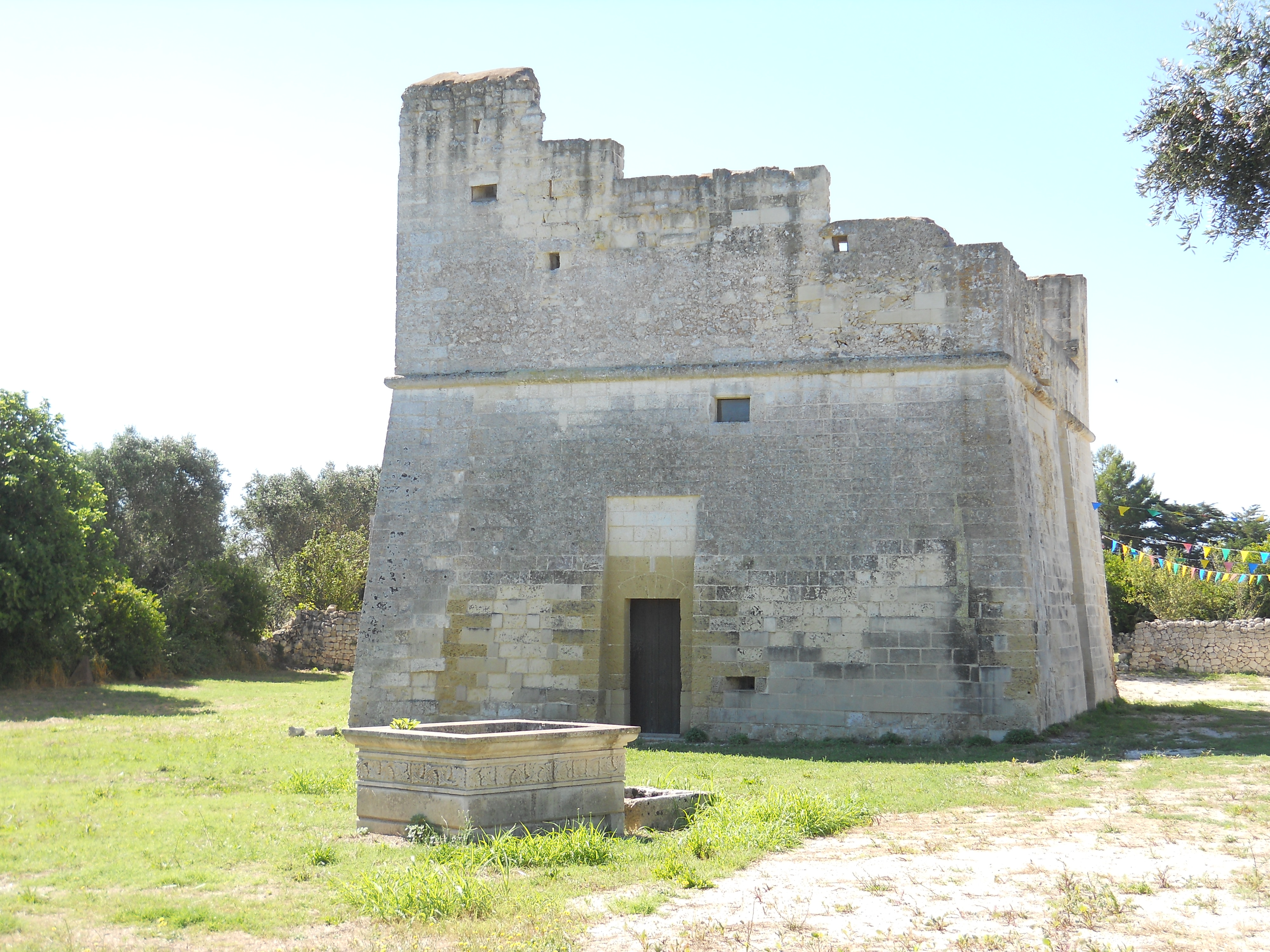
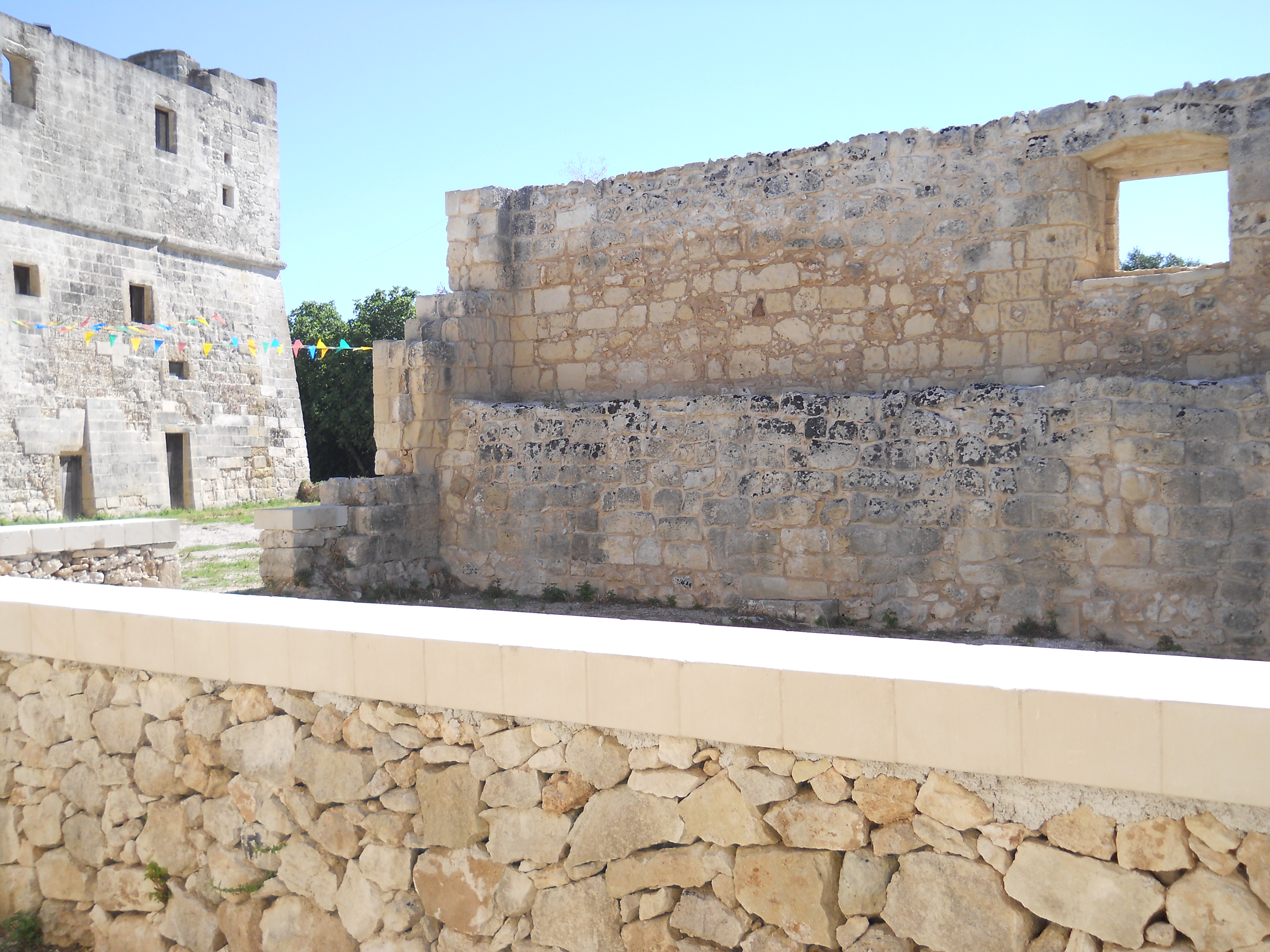
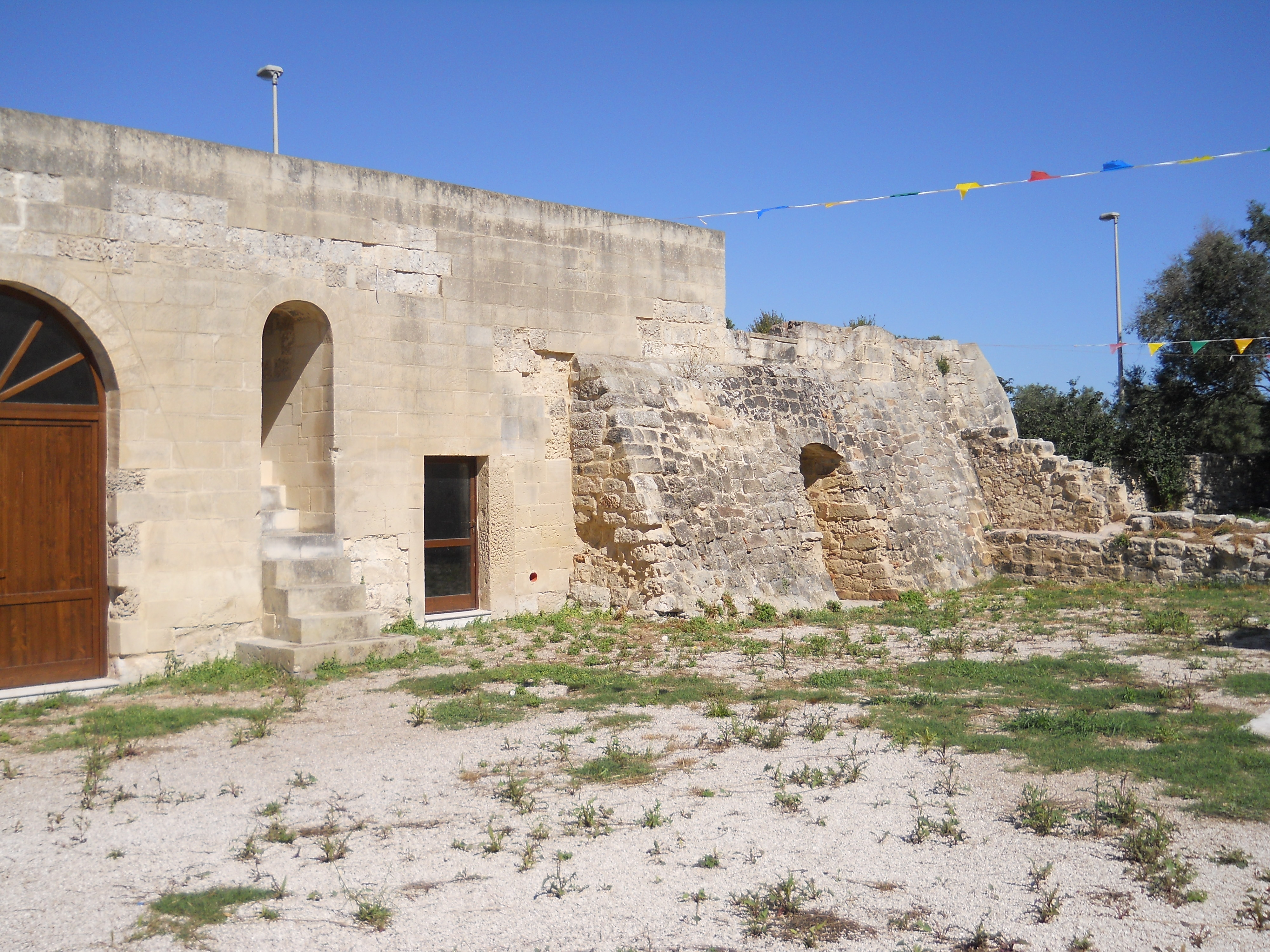
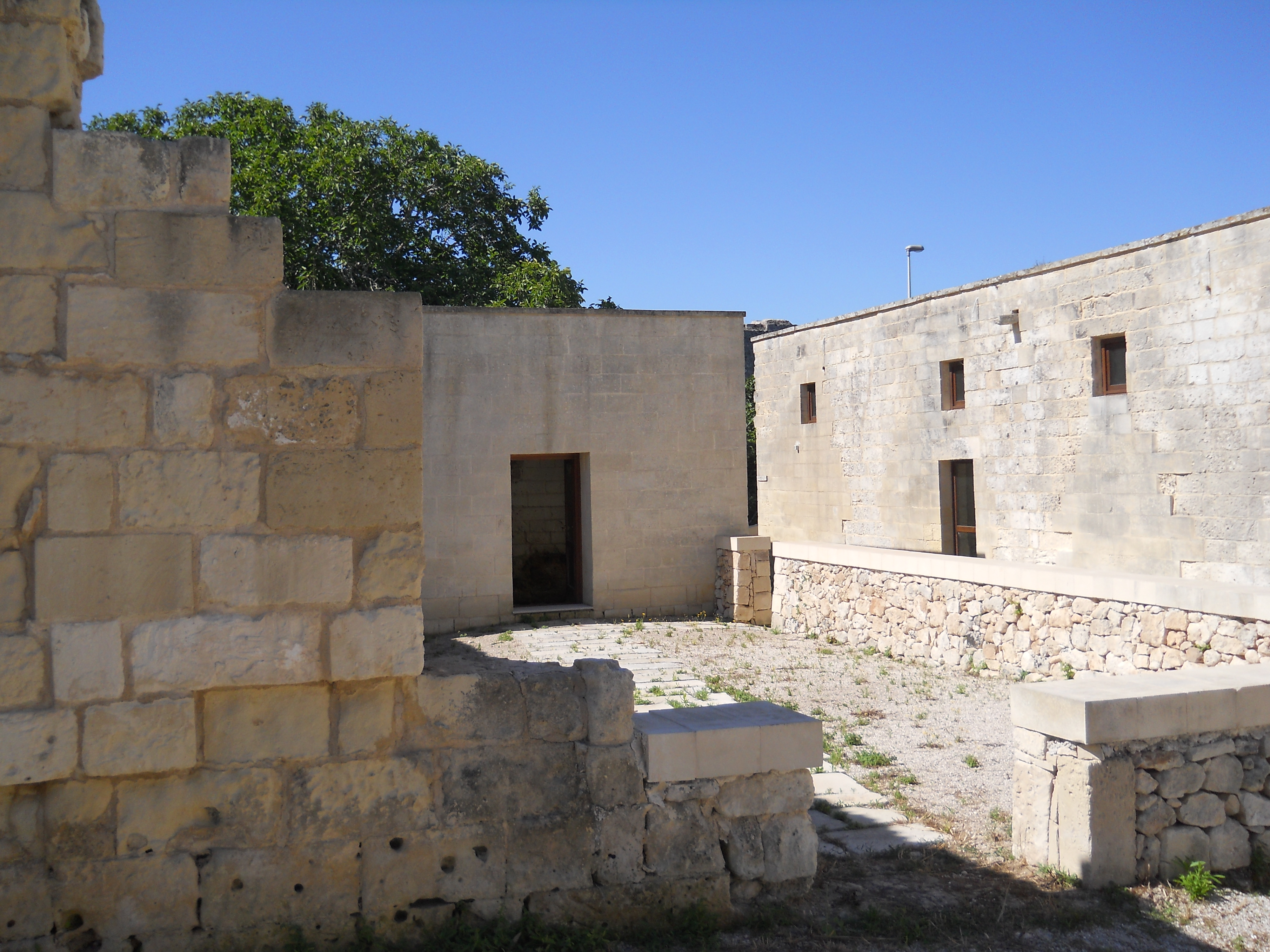
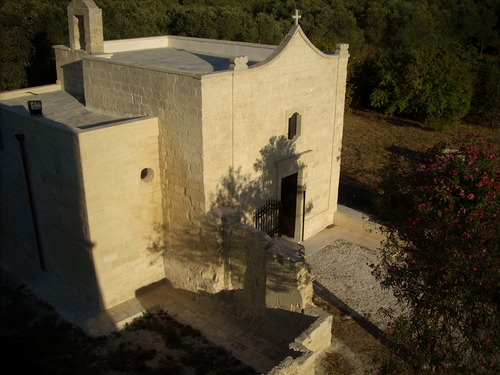
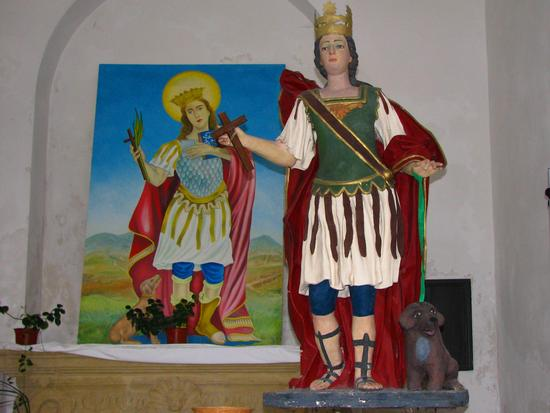